# El lluitador (pel·lícula de 1975)
El lluitador (títol original en anglès Hard Times) és una pel·lícula estatunidenca dirigida per Walter Hill el 1975, per a la Columbia Pictures. Ha estat doblada al català.

## Argument
Nova Orleans en els anys 1930, poc després de la Gran depressió. Chaney, un boxejador ocasional, assisteix a un combat clandestí i proposa una associació a l'empresari Speed. Revelant-se Chaney molt dotat, li són organitzats combats cada vegada més "cotitzats".

## Repartiment
- Charles Bronson: Chaney
- James Coburn: Speed
- Jill Ireland: Lucy Simpson
- Strother Martin: Poe
- Maggie Blye: Gayleen Schoonover
- Michael McGuire: Gandil
- Felice Orlandi: El Bonic
- Edward Walsh: Pettitbon
- Bruce Glover: Doty
- Robert Tessier: Jim Henry
- Nick Dimitri: Street
- Frank McRae: Hammerman
- Maurice Kowalewski: Caesare
- Naomi Stevens: Madam

## Al voltant de la pel·lícula
Amb aquesta primera pel·lícula com a director, Walter Hill ha escollit un doble tema il·lustrat nombroses vegades pel cinema estatunidenc, el món de la boxa (Toro salvatge, Hem guanyat aquest vespre...) i el període de la Gran Depressió (Heroi en venda, L'home del carrer...).